# Rockos nye liv
Rockos nye liv (på engelsk Rocko's Modern Life) er en amerikansk animationsserie skabt af Joe Murray. Serien blev sendt i fire sæsoner mellem 1993 og 1996 på Nickelodeon. 
I Danmark har  serien været sendt på DR Ramasjang og den danske udgave af Nickelodeon.

## Karakterer
| Karakter      | Danske Skuespiller |
| ------------- | ------------------ |
| Rocko         | Donald Andersen    |
| Heffer        | Søren Ulrichs      |
| Filburt       | Niels Weyde        |
| Mr. Bighead   | Niels Weyde        |
| Ralph Bighead | Peter Zhelder      |
| Mrs. Bighead  | Vibeke Dueholm     |